# Азеведу Котинью, Виктор Угу
Виктор Угу Азеведу Котинью (порт. Victor Hugo de Azevedo Coutinho; 12 ноября 1871, Португальский Макао — 27 июня 1955, Лиссабон) — португальский политический, государственный и дипломатический деятель, председатель Совета министров — премьер-министр Португалии (12 декабря 1914 — 25 января 1915), 18-й граф Азеведу. педагог, офицер ВМФ.
Окончил Коимбрский университет, позже был там профессором. Член Португальской демократической партии.
В 1914—1915 и 1915—1916 годах занимал пост военого министра, министра ВМФ и министра внутренних дел, в 1922 году — министра иностранных дел Португалии. В 1924—1926 гг. был губернатором Мозамбика.
По мнению историков, кабинет Азеведу состоял из второразрядными политиков, не внёсших значительного вклада в развитие страны и был уничижительно назван «Отверженные» по роману Виктора Гюго.
Ушёл в отставку через 2 месяца премьерства.